# 長勝寺 (鎌倉市)
長勝寺（ちょうしょうじ）は、神奈川県鎌倉市にある日蓮宗の寺院。山号は石井山（せきせいざん）。本尊は大曼荼羅。大本山本圀寺（六条門流）の旧末寺。小西法縁。

## 歴史
この寺は、1253年（建長5年）日蓮に帰依した石井長勝が自邸に法華堂を立て日蓮に寄進したのに始まると伝えられる。この堂は、現在京都市山科区にある本圀寺の前身とされ、1345年（貞和元年）洛中に移ってその後が荒廃していたのを、日隆が再興し、石井山長勝寺と号したという。江戸時代には江戸幕府から朱印状を与えられていた。

## 文化財
- 神奈川県指定重要文化財
  - 法華堂
  - 大壇
  - 鰐口
  - 燭台

他に、文化財ではないが赤木圭一郎(長勝寺が事業主体である材木座霊園に墓地がある)の記念碑が存在する。

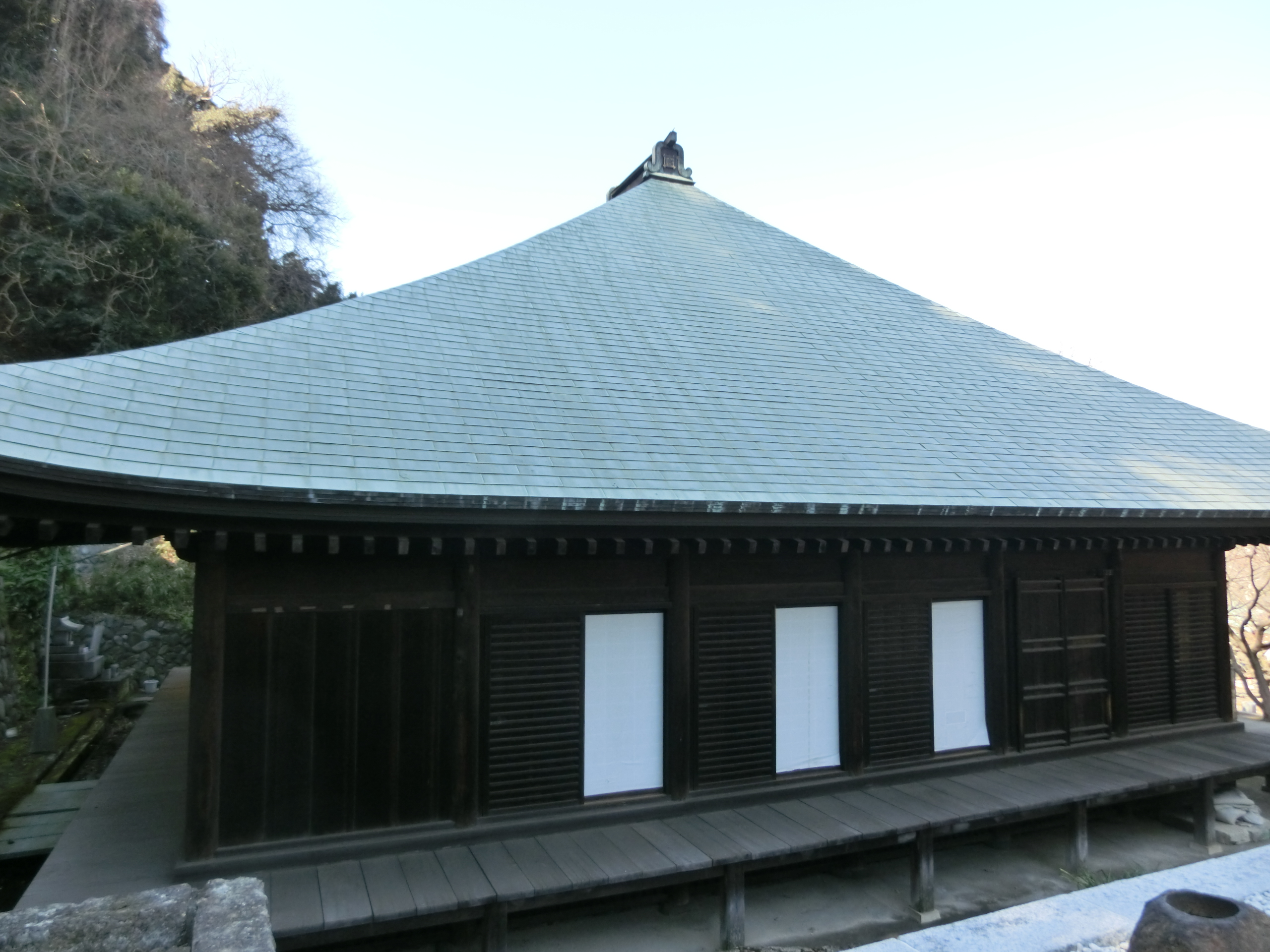
法華堂

## 所在地
- 神奈川県鎌倉市材木座2-12-17

## 関連文献
- 「山之内庄大町村長勝寺」『大日本地誌大系』 第39巻新編相模国風土記稿4巻之87村里部鎌倉郡巻之19、雄山閣、1932年8月、296-297頁。NDLJP:1179229/154。